# Atentado à escola em Cabul em 2021
O atentado à escola em Cabul em 2021 ocorreu em 8 de maio de 2021, quando um carro-bomba, seguido por mais duas explosões de dispositivos explosivos improvisados, explodiu em frente à escola Sayed al-Shuhada em Dashte Barchi, uma área predominantemente hazara–xiita, no oeste de Cabul, Afeganistão, deixando pelo menos 85 pessoas mortas e outras 147 feridas. A maioria das vítimas eram meninas entre 11 e 15 anos. O ataque ocorreu em um bairro que tem sido frequentemente atacado ao longo dos anos por militantes pertencentes ao Estado Islâmico de Coraçone (EI–C).
Após o ataque, os residentes de Dashte Barchi expressaram raiva pela falta de segurança na área. Os residentes disseram que o governo não fez o suficiente para proteger a escola de Dashte Barchi, apesar de saber que ela foi repetidamente atacada por militantes pertencentes ao EI–C. Muitos dos residentes responsabilizaram o presidente afegão Ashraf Ghani pelo ataque, protestaram e gritaram contra o governo e as forças de segurança afegãs.

## Antecedentes
A área de Dashte Barchi em Cabul é habitada por membros da minoria étnica hazara do Afeganistão. Em 2018, 34 pessoas foram mortas em um atentado a bomba em uma escola e cerca de 24 pessoas foram mortas em um ataque a um clube de luta livre na área. Em 2020, 24 pessoas morreram em um ataque à maternidade e cerca de 30 morreram quando o centro de ensino Kawsar-e-Danish foi atacado na mesma área. Os afiliados do Estado Islâmico do Iraque e do Levante (ISIL) assumiram a responsabilidade pela maioria dos ataques. Os hazara praticam o xiismo e são considerados hereges pelo ISIL. O Talibã também tem como alvo os hazaras para perseguição violenta e também se opõe à educação de meninas, especialmente adolescentes.
O Afeganistão em geral também viu um grande aumento nos combates entre as forças de segurança afegãs e os insurgentes do Talibã, à medida que ambos os lados trabalham para ganhar território em áreas estratégicas devido à retirada das tropas dos Estados Unidos e da OTAN.

## Atentado
Um carro-bomba explodiu em frente à entrada da escola Sayed al-Shuhada. A escola ensina meninos e meninas em três turnos, sendo o segundo para mulheres.
Uma professora de escola descreveu que "uma explosão de carro-bomba aconteceu primeiro, e então duas outras explosões ocorreram perto da escola feminina em Cabul". Um porta-voz do Ministério do Interior apoiou a declaração afirmando que a explosão inicial foi um carro-bomba seguido por dois dispositivos explosivos improvisados.
Um dos alunos feridos contou que estava deixando a escola quando ocorreu a explosão e, cerca de dez minutos depois, houve outra explosão, seguida por outros minutos depois. Ela disse que todos estavam desorientados e gritando, com sangue, destroços e pertences pessoais espalhados pelo quintal.

## Vítimas
Imediatamente após o atentado, os números eram que 58 pessoas haviam morrido e que mais de outras 160 ficaram feridas. Um dia após o ataque, o número de mortos subiu para 85. A maioria das vítimas eram estudantes menores de 18 anos. Um coordenador do programa do hospital para onde a maioria dos feridos foi transportada afirmou que a maioria dos pacientes tinha entre 12 e 20 anos.

## Consequências

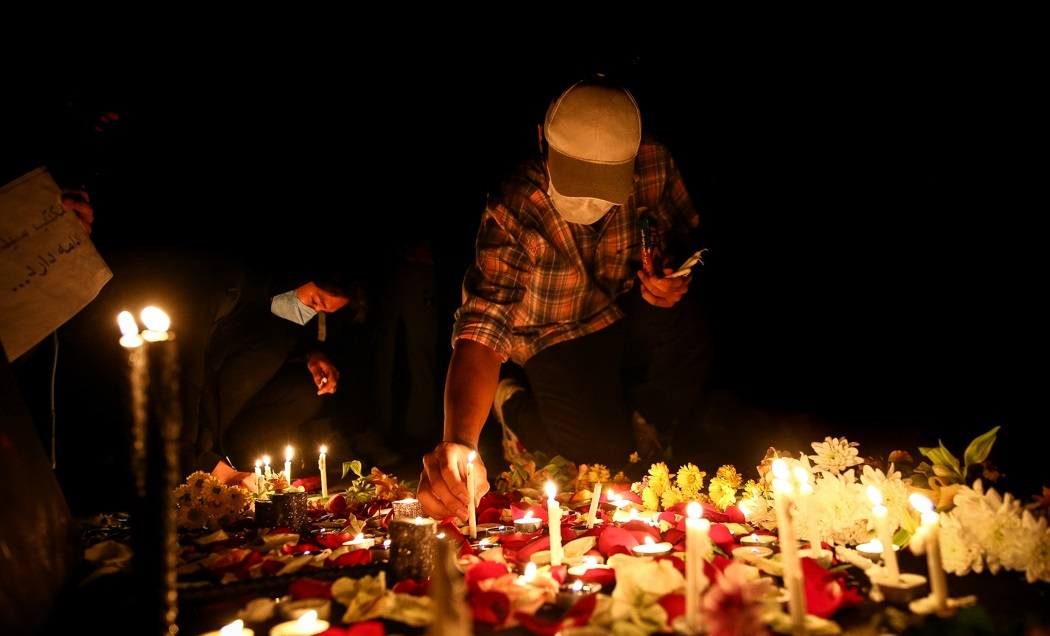
Condolências fora da embaixada afegã em Teerã.

O presidente do Afeganistão, Ashraf Ghani, condenou o ataque terrorista e declarou 11 de maio como o dia nacional de luto após o atentado. O presidente Ashraf Ghani culpou o Talibã pelo ataque, mas o porta-voz do Talibã, Zabiullah Mujahid, negou envolvimento no ataque, em uma mensagem divulgada aos meios de comunicação social. O porta-voz do Talibã também condenou o ataque e responsabilizou o Estado Islâmico do Iraque e do Levante (ISIL) pelo ataque. Além disso, ele acusou a agência de inteligência do Afeganistão de ser cúmplice do Estado Islâmico.
Muitos familiares das vítimas condenaram a suposta falta de ação do governo em proteger a população. Um parente das vítimas disse que "o governo reage após o incidente, mas não faz nada antes do incidente". Os moradores de Dashte Barchi relataram que demorou pelo menos uma hora para as forças de segurança chegarem ao local. A demora na chegada de policiais, inteligência e ambulâncias ao local irritou a multidão que passou a atacar a ambulância e os veículos da polícia. Muitos dos residentes responsabilizaram o presidente Ghani pelo ataque, protestaram e gritaram ruidosamente contra o governo e as forças de segurança afegãs.